# Schöngeising

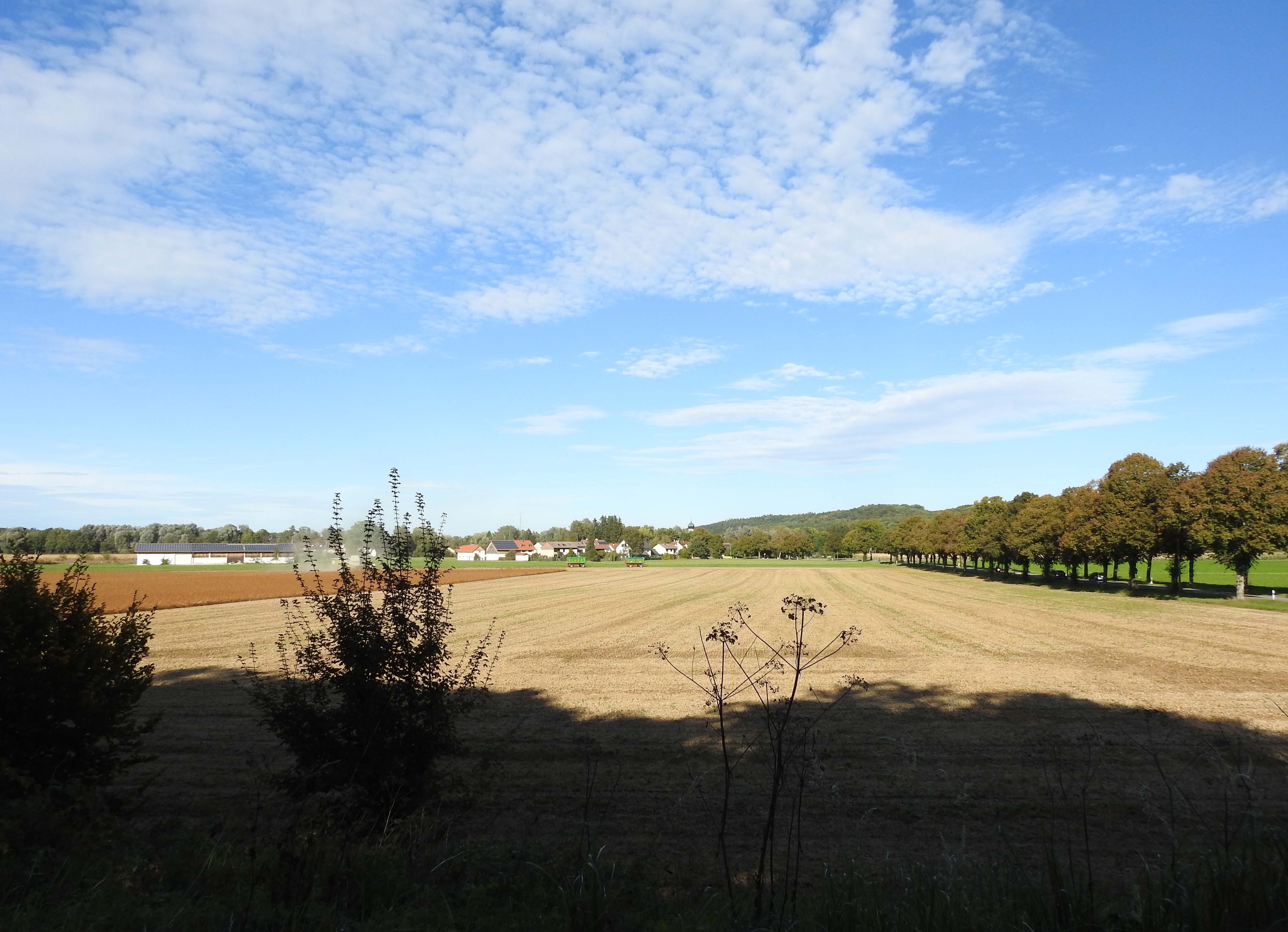
Schöngeising von Süden

Schöngeising ist eine Gemeinde im oberbayerischen Landkreis Fürstenfeldbruck. Die Gemeinde ist Mitglied der Verwaltungsgemeinschaft Grafrath.

## Geographie

### Lage
Die Gemeinde liegt rund sieben Kilometer südwestlich von Fürstenfeldbruck und 30 Kilometer westlich von München.

### Gemeindeteile
Es gibt drei Gemeindeteile (in Klammern ist der Siedlungstyp angegeben):
- Jexhof (Einöde)
- Schöngeising (Pfarrdorf)
- Zellhof (Weiler)

### Gewässer
- Amper

### Klima
Schöngeising kann dem mitteleuropäischen Übergangsklima (nach österreichischer Einteilung) zugerechnet werden. So treten zwar Wetterextreme des Kontinentalklimas eher selten auf, doch ist zu beobachten, dass gerade die Winter oft strenger sind als im Westen Deutschlands. Auch fällt meist mehr Schnee als in vielen anderen deutschen Gegenden. Ein Grund hierfür ist die Höhenlage von mehr als 500 Metern über NN. Im Sommer wiederum kann es oft heißer werden als z. B. an der Nordseeküste, da der kühlende Effekt einer großen Wassermasse fehlt. Weitere wesentliche wetterbestimmende Faktoren sind die Alpen als mitteleuropäische und die Donau als regionale Wetterscheide. Durch diese Konstellation ist das Wetter relativ wechselhaft. Der Föhn bringt das ganze Jahr hindurch aus südlicher Richtung unregelmäßig warme, trockene Luftströmungen nach Schöngeising. Das Kleinklima des Dorfes wird von der Amper mitbestimmt.

## Geschichte
Zahlreiche Funde, Hügel- und Brandgräber in der nächsten Umgebung, sprechen für eine Nutzung des Raumes von der ältesten Bronze- bis Hallstattzeit, Viereckschanzen haben sich aus der Laténezeit erhalten. In der Römerzeit befand sich hier ein Kreuzungspunkt von Römerstraßen mit einer Straßenstation und einer Brücke über die Amper. Sie befand sich an einer Straße vom Norden Richtung Kempten und Partenkirchen und einer West-Ost-Verbindung, der archäologisch erschlossenen Via Julia von Augsburg nach Salzburg. Die Identifizierung Schöngeisings mit der Station Ambra am Übergang der im Gelände nachweisbaren römischen Fernstraße über die Amper (=lat. Ambra) wurde in einem umstrittenen Forschungsbeitrag als „unwahrscheinlich“ bezeichnet. Grabungen und Funde deuten jedoch auf eine römische Besiedlung bis zum 4. Jahrhundert hin. Die urkundliche Erstnennung von Schöngeising erfolgte im Jahr 763 als Kisingas, was so viel wie „bei den Leuten des Giso“ bedeutet, und steht im Kontext der Gründungsausstattung eines Klosters in Scharnitz. Der Zusatz „Schön“ kam erst später hinzu, um den Ort vom sumpfigen Kottgeisering zu unterscheiden. Der Jexhof wurde erstmals 1433 erwähnt, der Zellhof 1314. 1818 wurde die  Gemeinde aus den heutigen Ortsteilen und zusätzlich Grafrath gebildet. Letzteres wurde 1849 der Gemeinde Unteralting zugeschlagen.

### Einwohnerentwicklung
Zwischen 1988 und 2018 wuchs die Gemeinde von 1540 auf 1880 um 340 Einwohner bzw. um 22,1 %.

### Archiv
Das Archiv der Gemeinde, das sich im Scherrerhaus befindet, wurde im Jahr 2014 von dem Archivar Harry Grünbeck neu geordnet.

## Politik

### Gemeinderat

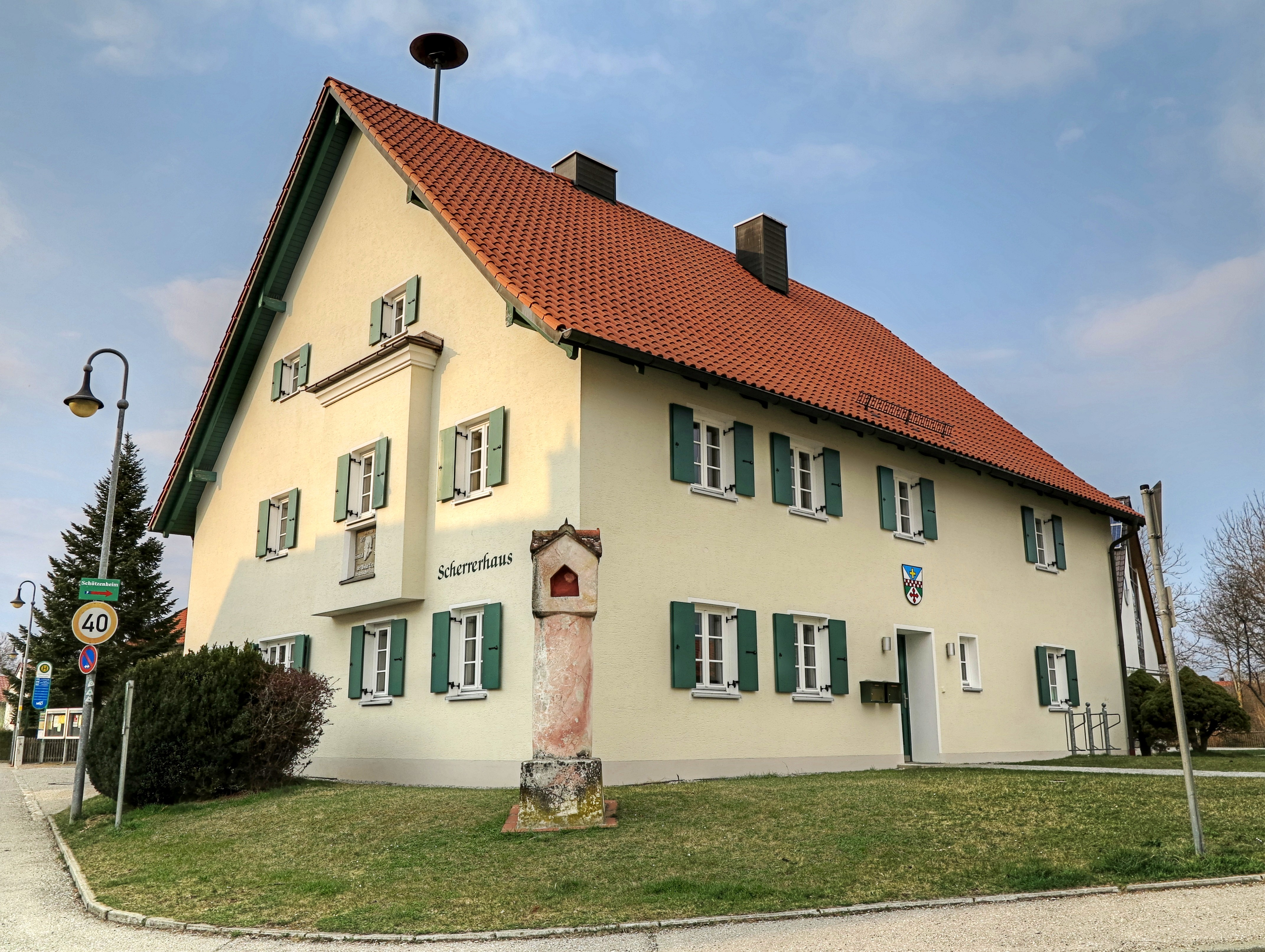
Rathaus Scherrerhaus

Der Gemeinderat besteht aus zwölf Mitgliedern mit folgender Sitzverteilung (Stand: 2025).:
| Partei / Liste            | Stimmen % | Sitze |
| Gemeinschaft Schöngeising | 45,5 %    | 5     |
| CSU Schöngeisingen        | 27,3 %    | 3     |
| Bündnis 90/Die Grünen     | 27,3 %    | 3     |
| SPD                       | 9,9 %     | 1     |

### Bürgermeister
Das Amt des ersten Bürgermeisters bekleidet seit 1. Mai 2014 Thomas Totzauer GS (Gemeinschaft Schöngeising). Thomas Betz (GS) ist der zweite Bürgermeister.

### Wappen
| | Blasonierung: „Sechsmal geständert von Blau, Silber, Grün, Silber, Grün und Silber, überdeckt mit einem von Silber und Rot in zwei Reihen geschachten Balken; oben ein goldenes Balkenkreuz, unten ein rotes Kleeblattkreuz.“ |
| Wappenbegründung: Der Inhalt des 1967 angenommenen Hoheitszeichens ist wie folgt begründet: Schöngeising, dessen Geschichte in enger Verbindung mit dem Zisterzienserkloster Fürstenfeld stand, wurde im 16. Jahrhundert bekannt durch den von Herzog Wilhelm V. dem bayerischen Hofkapellmeister Orlando di Lasso überlassenen Grundbesitz, auf dem der berühmte Musiker bis zu seinem Tod 1594 lebte. Deshalb wurde das Wappen Orlandos, die sogenannte Ständerung (d. h. mehrfache Schrägteilung, mit dem Kreuz im oberen Feld dem Gemeindewappen zugrunde gelegt). Der Zisterzienserbalken erinnert an die Beziehung zum Kloster Fürstenfeld. Das Kleeblattkreuz im unteren Wappenteil stellt den lokalen Bezug zur Kirche in Schöngeising bzw. dessen Patrozinium, St. Johannes Baptist, her. | |

### Partnergemeinden
- Lallio,  Italien

## Verkehr
| Linie | Linienverlauf |
| ----- | --- |
| S4    | Geltendorf – Türkenfeld – Grafrath – Schöngeising – Buchenau – Fürstenfeldbruck – Eichenau – Puchheim – Aubing – Leienfelsstraße – Pasing – Laim – Hirschgarten – Donnersbergerbrücke – Hackerbrücke – Hauptbahnhof – Karlsplatz (Stachus) – Marienplatz – Isartor – Rosenheimer Platz – Ostbahnhof – Leuchtenbergring – Berg am Laim – Trudering (– Gronsdorf – Haar – Vaterstetten – Baldham – Zorneding – Eglharting – Kirchseeon – Grafing Bahnhof – Grafing Stadt – Ebersberg) |
| S20   | Höllriegelskreuth – Pullach – Großhesselohe Isartalbahnhof – Solln – Siemenswerke – Mittersendling – Heimeranplatz – Pasing (– Leienfelsstraße – Aubing – Puchheim – Eichenau – Fürstenfeldbruck – Buchenau – Schöngeising – Grafrath – Türkenfeld – Geltendorf) |

Schöngeising ist über den Haltepunkt Schöngeising an der Bahnstrecke München–Buchloe an die Linie S4 Geltendorf–Trudering der S-Bahn München angeschlossen. Über die Bundesstraße 471 besteht eine Verbindung zur Bundesautobahn A96 München-Lindau, Anschlussstelle Inning und nach Fürstenfeldbruck sowie weiter zur A8 München-Stuttgart-Karlsruhe an der Anschlussstelle Dachau/Fürstenfeldbruck.
Schöngeising wird durch mehrere Regionalbuslinien des MVV erschlossen.
| Linie | Linienverlauf | Verkehrsunternehmen |
| ----- | --- | ------------------- |
| 803   | Schöngeising – Grafrath, Schule – Inning, Marktplatz | Omnibus Neumeyr     |
| 804   | Schöngeising – Kottgeisering – Grafrath | Omnibus Neumeyr     |
| 820   | Seefeld-Hechendorf – Inning – Grafrath – Schöngeising – Buchenau – Fürstenfeldbruck, Schöngeisinger Straße                                                | Amperbus GmbH       |
| 822   | Mammendorf – Adelshofen – Jesenwang – Landsberied – Schöngeising – Fürstenfeldbruck                                                                       | Omnibus Neumeyr     |
| 8200  | Ruftaxi Fürstenfeldbruck/ Landsberied/ Mammendorf/ Schöngeising/ Hattenhofen/ Adelshofen/ Jesenwang/ Moorenweis/ Grafrath/ Türkenfeld/ Egling an der Paar | Geldhauser          |
| 8400  | Ruftaxi Fürstenfeldbruck/ Alling/ Schöngeising/ Grafrath/ Kottgeisering/ Türkenfeld/ Inning/ Seefeld-Hechendorf/ Herrsching                               | Geldhauser          |

## Besondere Bauwerke

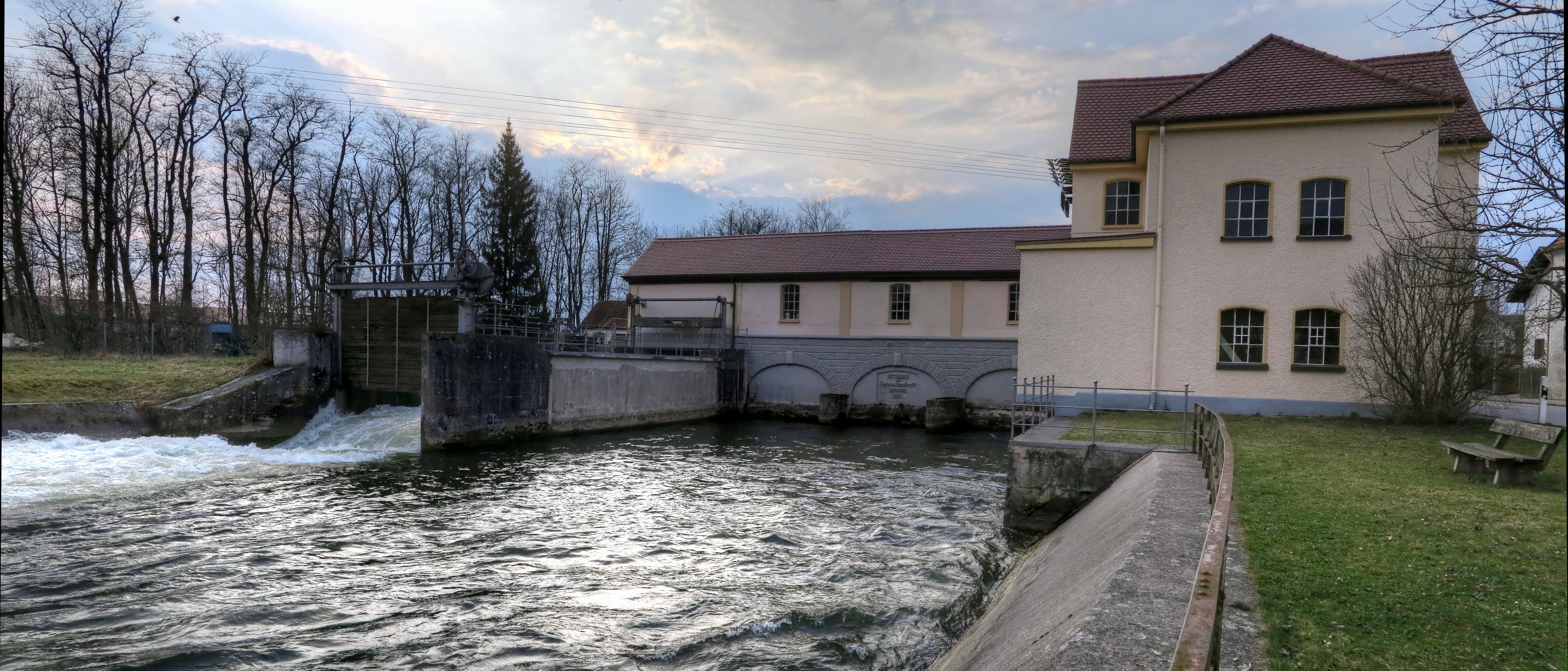
Wasserkraftwerk an der Amper

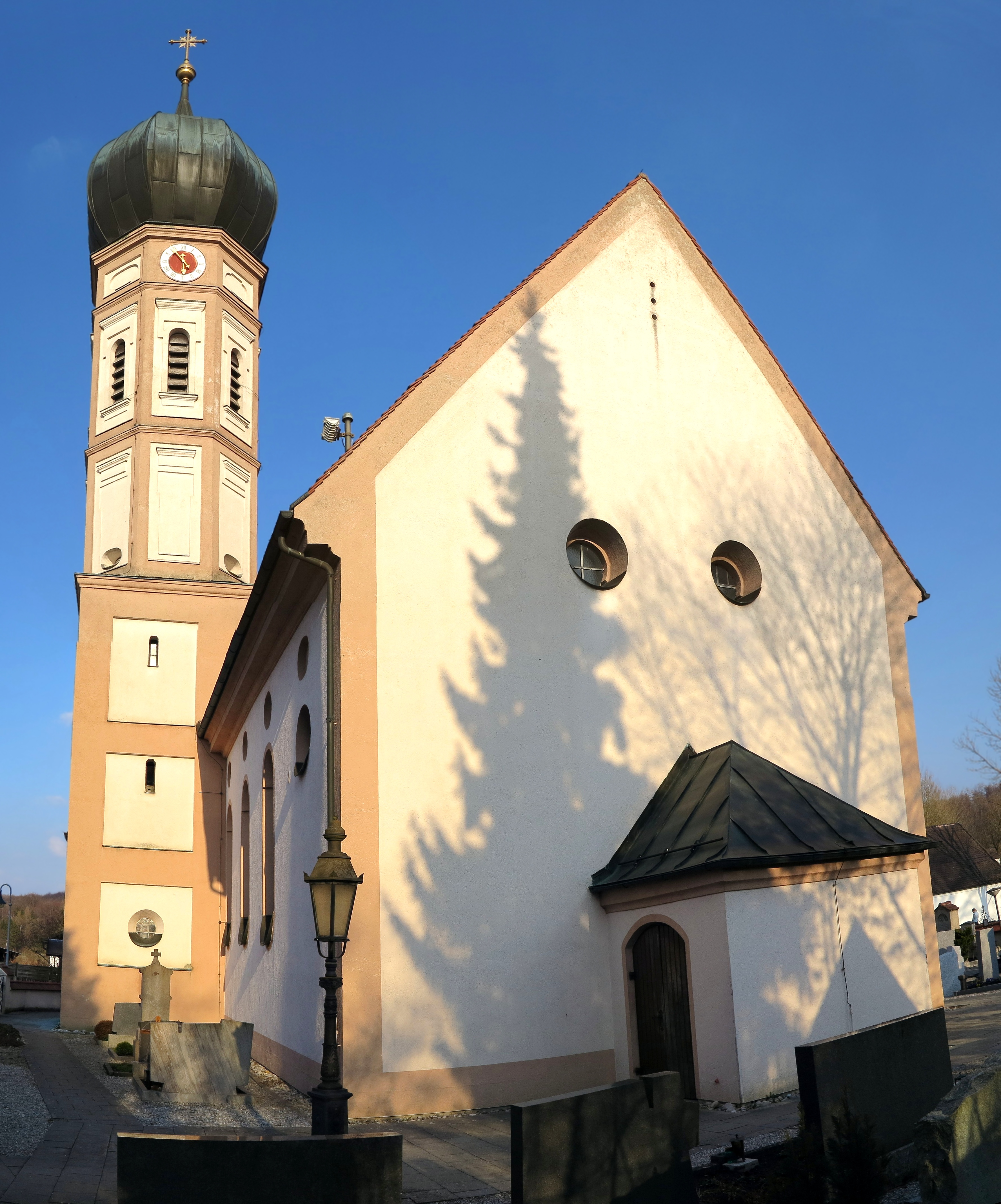
St. Johannes der Täufer

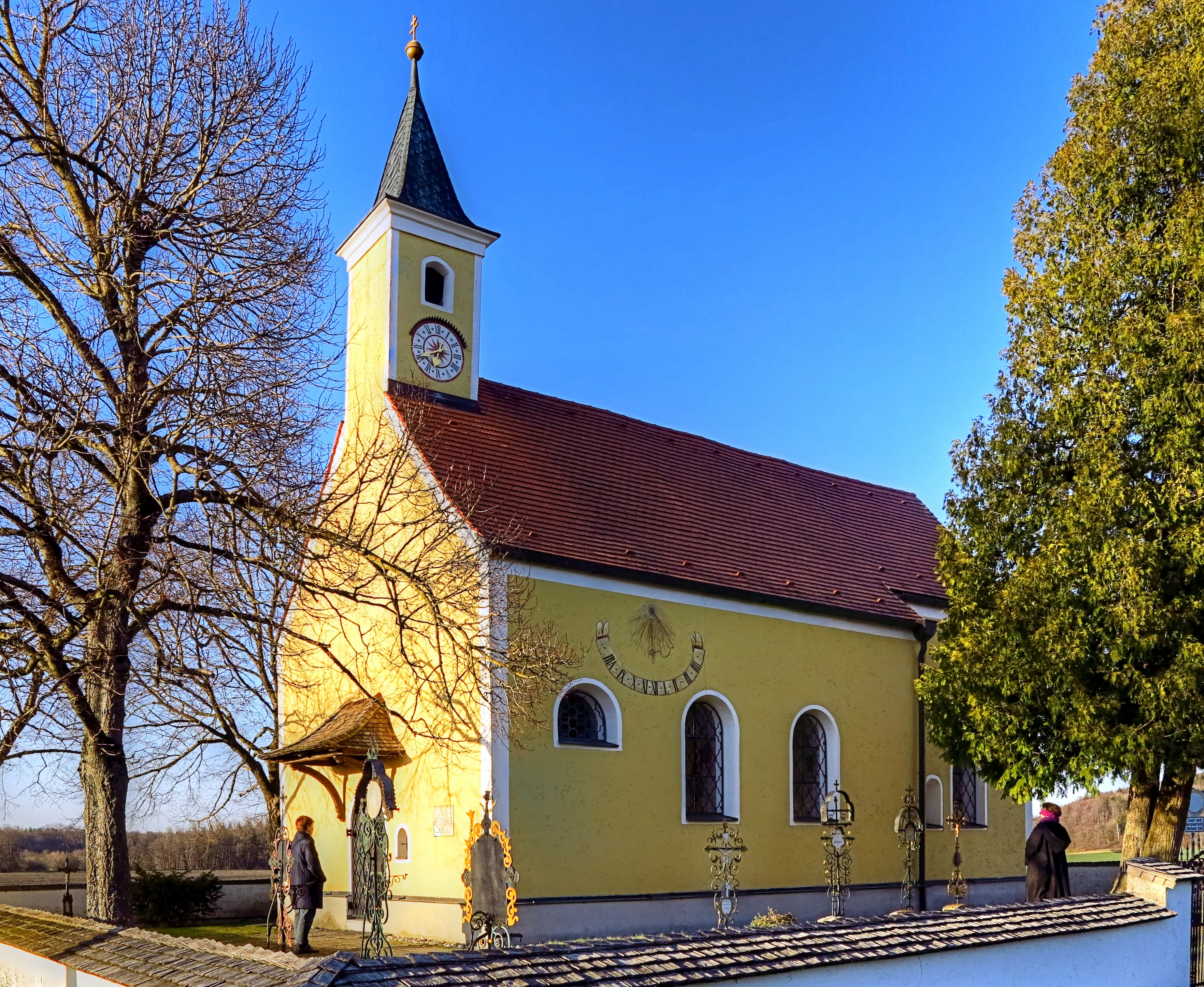
St. Vitus im Zellhof

- In Schöngeising steht eines der ersten Wasserkraftwerke in Deutschland. Es wurde 1891/92 nach den Plänen von Oskar von Miller errichtet und steht unter Denkmalschutz. Es wird heute von den Fürstenfeldbrucker Stadtwerken verwaltet. Die Amper treibt die drei Francis-Turbinen aus den Jahren 1911/22/27 und damit die zwei Generatoren (1922/27) im, vom Wasserstand abhängigen Dauerbetrieb an.
- Bei 48° 7′ 55″ N, 11° 13′ 27″ O befindet sich ein 144 Meter hoher Fernmeldeturm der Deutschen Telekom AG vom Typ FMT 12 der unter anderem auch Radio 106.4 Top FM überträgt.
- Auf dem Gemeindegebiet befinden sich die Überreste der Sunderburg.
- Am östlichen Ortsrand findet sich die 1709 geweihte katholische Pfarrkirche St. Johann Baptist. Der barocke Saalbau mit dreiseitigem Chorschluss, angefügter zweigeschossiger Sakristei und einer Zwiebelhaube auf dem Nordturm wurde 1683 bis 1699 neu errichtet. Vorher stand an dieser Stelle eine ebenfalls dem Heiligen Johannes geweihte Taufkirche im zunächst romanischen, später gotischen Stil die erstmals im 10. Jahrhundert urkundliche Erwähnung fand. Der Münchner Maler G. Lachner gestaltete 1861 neben dem Deckenbild Johannes der Täufer am Jordan, den Kreuzweg, die Darstellung des Heiligen Joseph und das Bildnis Mariä unbefleckte Empfängnis. Den Sakralbau umgibt ein Friedhof. Der Kirche gegenüber liegt das 1993 errichtete Pfarrhaus.
- Außerhalb des Ortskerns, in östlicher Richtung steht die kleine, ursprünglich romanische Kapelle St. Vitus im Zellweg, die erstmals im 13. Jahrhundert Erwähnung fand. Das sakrale Gebäude steht am Ende einer schmalen Asphaltstraße, die als gekiester Radweg weiter entlang der Amper, am Tierheim vorbei nach Fürstenfeldbruck zum Kloster Fürstenfeld führt. Das später barockisierte Gebäude ist von einer niedrigen Friedhofsmauer umgeben. In ihm finden sich zahlreiche, zwischenzeitlich aufgelassene Gräber mit schmiedeeisernen Grabkreuzen. Die Kapelle erfuhr zwischen den Jahren 1971 bis 1975 und letztlich 1993 eine Gesamtrenovierung.

## Persönlichkeiten
- Johanna Oppenheimer, Malerin
- Gusso Reuss, Chemiker, Keramiker
- Heinrich Scherrer, Flötist, Gitarrist, Volksliedsammler